# Nochnitsa
Nochnitsa geminidens
Genre
Espèce
Nochnitsa est un genre fossile de thérapsides gorgonopsiens ayant vécu durant un stade incertain du Permien dans ce qui est actuellement la Russie européenne. Une seule espèce est connue, Nochnitsa geminidens, décrite en 2018 à partir d'un spécimen unique incluant un crâne complet et quelques restes postcrâniens, découverts dans les lits rouges de Kotelnitch, dans l'oblast de Kirov. Le genre est nommé ainsi en référence au Nochnitsa, créature nocturne de la mythologie slave. Ce nom est conçu comme un parallèle aux Gorgones, qui portent le nom de nombreux genres parmi de gorgonopsiens, ainsi que pour le comportement nocturne déduite pour l'animal. L'unique spécimen connu de Nochnitsa est l'un des plus petits gorgonopsiens identifiés à ce jour, disposant d'un crâne mesurant près de 8 cm de long. Les rares éléments postcrâniens indiquent que le squelette de l'animal devrait être particulièrement gracile.  
Les analyses phylogénétiques publiées depuis sa description officielle le considèrent comme le gorgonopsien le plus basal connu, en raison de plusieurs caractéristiques anatomiques non présentes chez les genres plus ou moins dérivés. Le membre de Vanyushonki, le site précis d'où fut découvert Nochnitsa, aurait été un paysage humide et bien végétalisé, qui semblerait périodiquement inondé. Le site contient de nombreux taxons de tétrapodes contemporains, incluant un nombre important d'autres thérapsides. La présence de grands thérocéphales et la petite taille de Nochnitsa et de son proche parent Viatkogorgon indique que ces derniers ont occupés des rôles de prédateurs comparativement réduits.

## Découverte et nommage

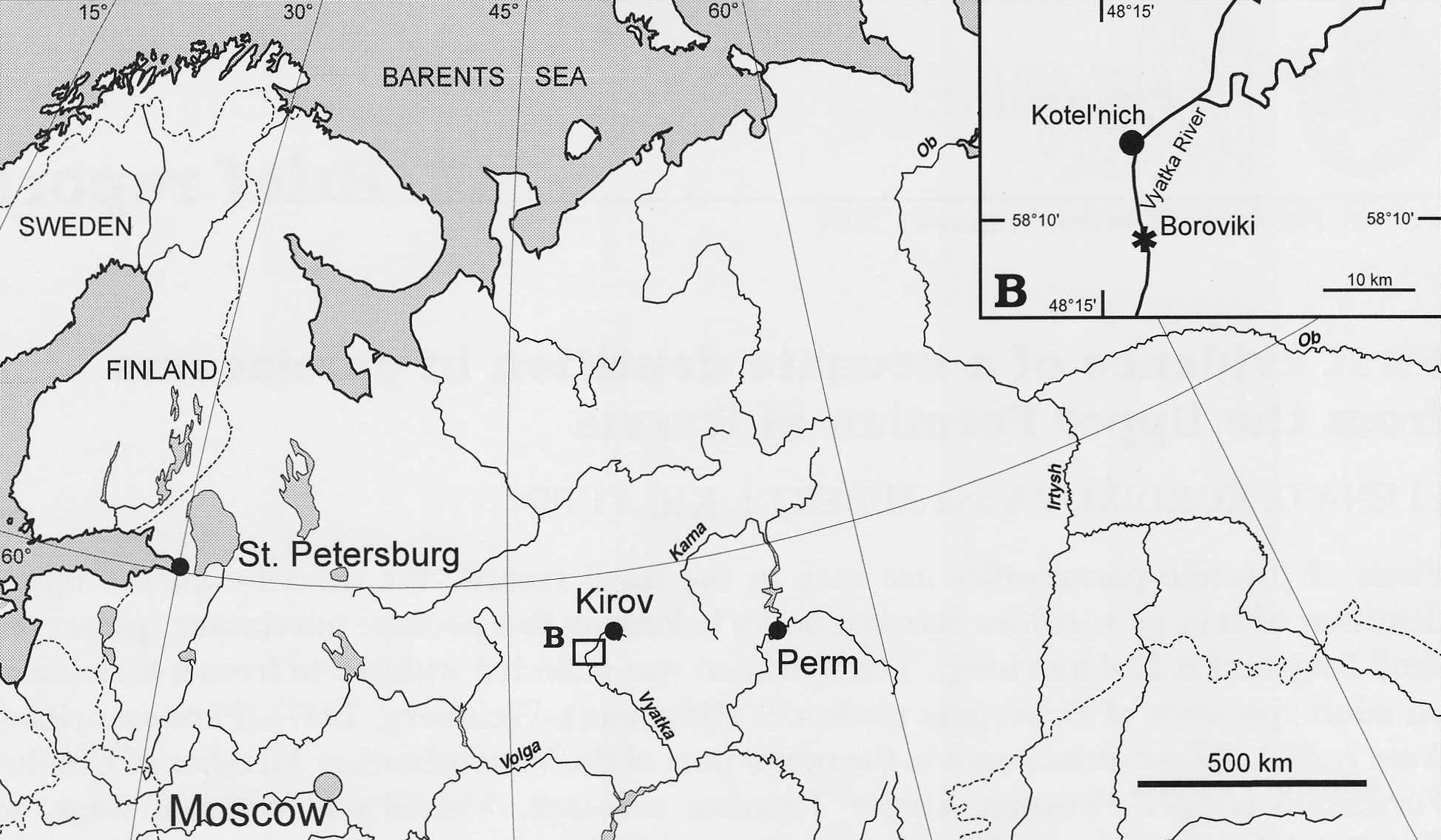
Carte montrant la localité de Kotelnitch, en Russie, d'où Nochnitsa a été découvert (encadré en bas au milieu à gauche, agrandi dans l'encadré en haut à droite).

Le premier spécimen connu de Nochnitsa, catalogué KPM 310, fut découvert en 1994 par le paléontologue russe Albert J. Khlyupin dans les lits rouges de Kotelnitch, situés le long de la rivière Viatka dans l'oblast de Kirov, en Russie européenne. Ce spécimen fut trouvé plus précisément dans le membre de Vanyushonki, un site déjà connu pour la découverte  d'autres thérapsides contemporains, incluant le gorgonopsien Viatkogorgon. La datation de ce site n'est pas claire, mais il semble dater de la dernière époque du Guadalupien ou du début du Lopingien. Après cette découverte, le spécimen est par la suite préparé au musée paléontologique de Viatka (ru) par Olga Masyutina. 
En 2018, les paléontologues Christian F. Kammerer et Vladimir Masyutin nomment des nouveaux genres de gorgonopsiens et de thérocéphales découverts à Kotelnitch dans deux articles de la revue scientifique PeerJ,. Dans leur article se concentrant sur les gorgonopsiens, le spécimen KPM 310 est identifié comme l'holotype d'un nouveau genre et espèce, qu'ils nomment Nochnitsa geminidens. Le nom générique Nochnitsa doit son nom au Nocnitsa (en), une créature nocturne ressemblant à une sorcière dans la mythologie slave. Son nom est conçu comme un parallèle aux Gorgones, des créatures semblables à des sorcières de la mythologie grecque, qui portent le nom de nombreux genres au sein de gorgonopsiens dans son ensemble. Le nom reflète également les habitudes nocturnes déduites pour le genre. L'épithète spécifique geminidens, signifiant « dent jumelle », fait référence à l'une des autapomorphies de l'espèce, les dents postcanines disposées par paires.

## Description

### Crâne

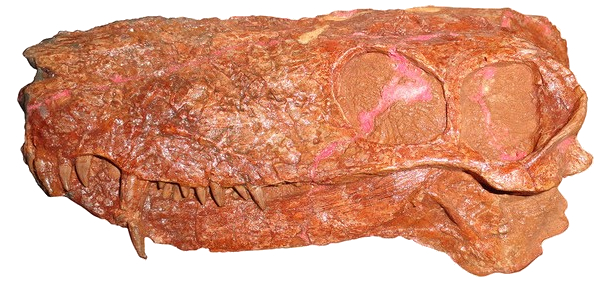
Crâne du spécimen holotype de Nochnitsa geminidens

Nochnitsa est relativement petit pour un gorgonopsien, ayant un crâne de seulement 8,2 centimètres de long. Il possède un museau relativement long avec cinq incisives, une canine et six dents postcanines de chaque côté. Les dents postcanines sont autapomorphes pour le genre, en étant disposées en trois paires de dents rapprochées, séparées par des diastèmes plus longs. Dans chaque paire, la dent postérieure est plus grande. La mandibule est relativement mince et n'a pas de « menton » fort, contrairement aux autres gorgonopsiens.

### Squelette postcrânien

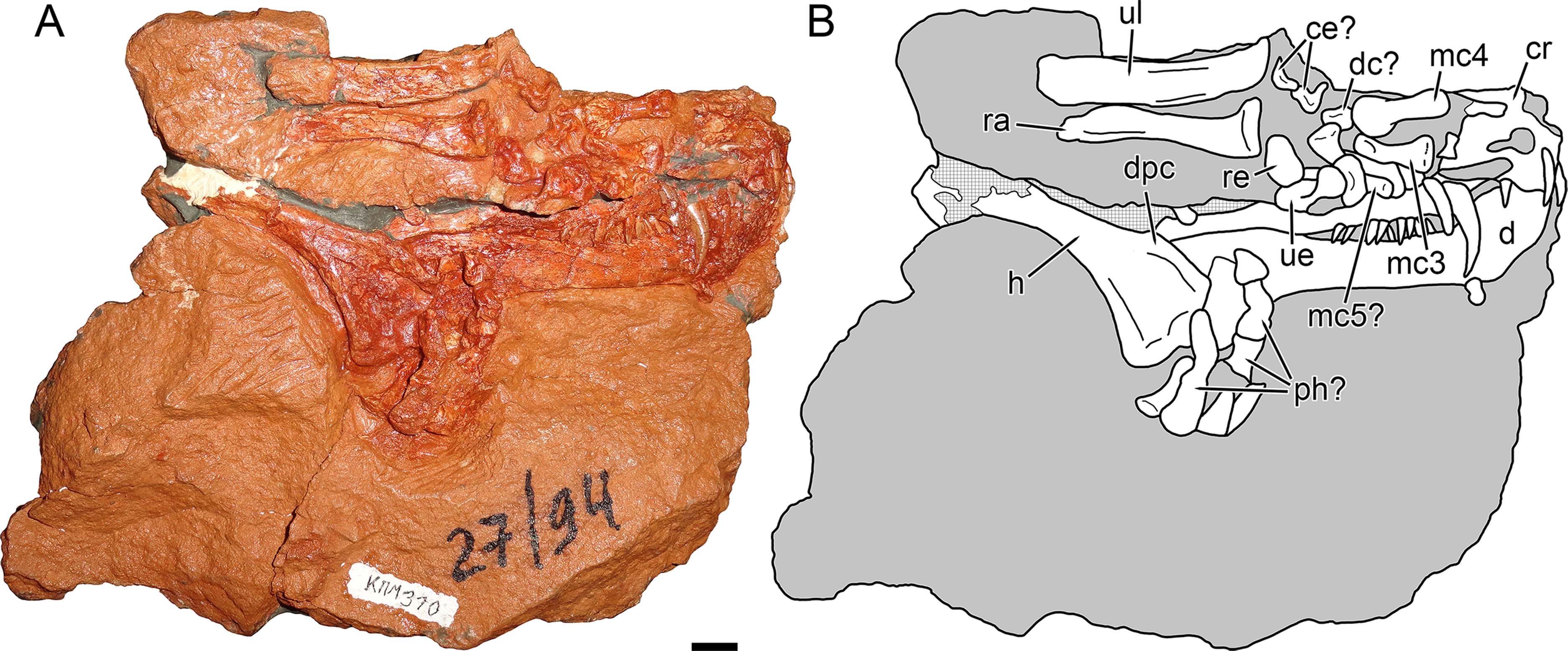
Côté droit du bloc contenant le spécimen holotype, montrant plus en détails les rares éléments postcrâniens connus de l'animal.

Bien qu'étant incomplètement connu, le spécimen holotype de Nochnitsa conserve une partie des éléments postcrâniens avec le crâne, incluant les vertèbres cervicales, certaines vertèbres dorsales et des côtes associées. Le membre antérieur droit est également conservé et partiellement articulé. 
Dans les vertèbres cervicales, l'épine axiale est largement arrondie et similaire en morphologie à celle des autres gorgonopsiens. Les vertèbres dorsales sont conservées sous forme de fragments de processus central et transverse entrecoupés par les côtes. Les côtes sont d'ailleurs de forme simples et allongés. L'omoplate est allongé, étroit et faiblement incurvé, comparable à celui d'autres gorgonopsiens de taille semblable comme Cyonosaurus, mais différents des épines scapulaires élargies antéropostérieurement d'Inostrancevia.
L'humérus est relativement gracile, ayant une courte crête delto-pectorale peu développée, là où les muscles s'attachent à la partie supérieure du bras. Le radius et l'ulna, également appelé cubitus, présentent une courbure distale distincte et la pointe distale du radius forme un bord discret différencié de la tige. Aucun processus olécrânien n'est visible sur l'ulna, mais il est possible que ce soit le résultat d'une lésion. Les éléments carpiens proximaux conservés se composent du radial, du cubital et de deux éléments plus petits et irréguliers qui représenteraient probablement les centralia. Le cubital est le carpe le plus long du côté proximodistal et est élargi à ses extrémités proximale et distale. Le radial est un élément plus court et plus arrondi. Les possibles centralia, bien qu'étant mal conservées, apparaissent faiblement courbées. La surface concave des centralia aurait vraisemblablement été articulée avec le radial, sur la base des conditions d'autres gorgonopsiens. Plusieurs petits os irréguliers entre les carpes proximaux et les métacarpiens représentent probablement des carpes distaux, mais ces éléments sont trop mal conservés pour être identifiés davantage. Sur la base de leur grande longueur par rapport aux autres éléments manuels, les deux éléments les mieux conservés représentent probablement les troisième et quatrième métacarpiens, qui sont les plus longs de tous les autres gorgonopsiens pour lesquels les manus sont connus. Un élément plus court mais toujours allongé peut représenter le cinquième métacarpien. Un ensemble semi-articulé d'os mal conservés semble représenter des doigts, l'un se terminant potentiellement dans l'ungual. Sur la base de la taille des éléments en forme de phalanges, ceux-ci correspondent probablement aux troisième et quatrième doigts, désarticulés des troisième et quatrième métacarpiens. Ces éléments sont trop pauvres pour un décompte définitif des phalanges, et il n'y a aucune preuve claire des phalanges réduites en forme de disque généralement présentes chez les gorgonopsiens.

## Classification

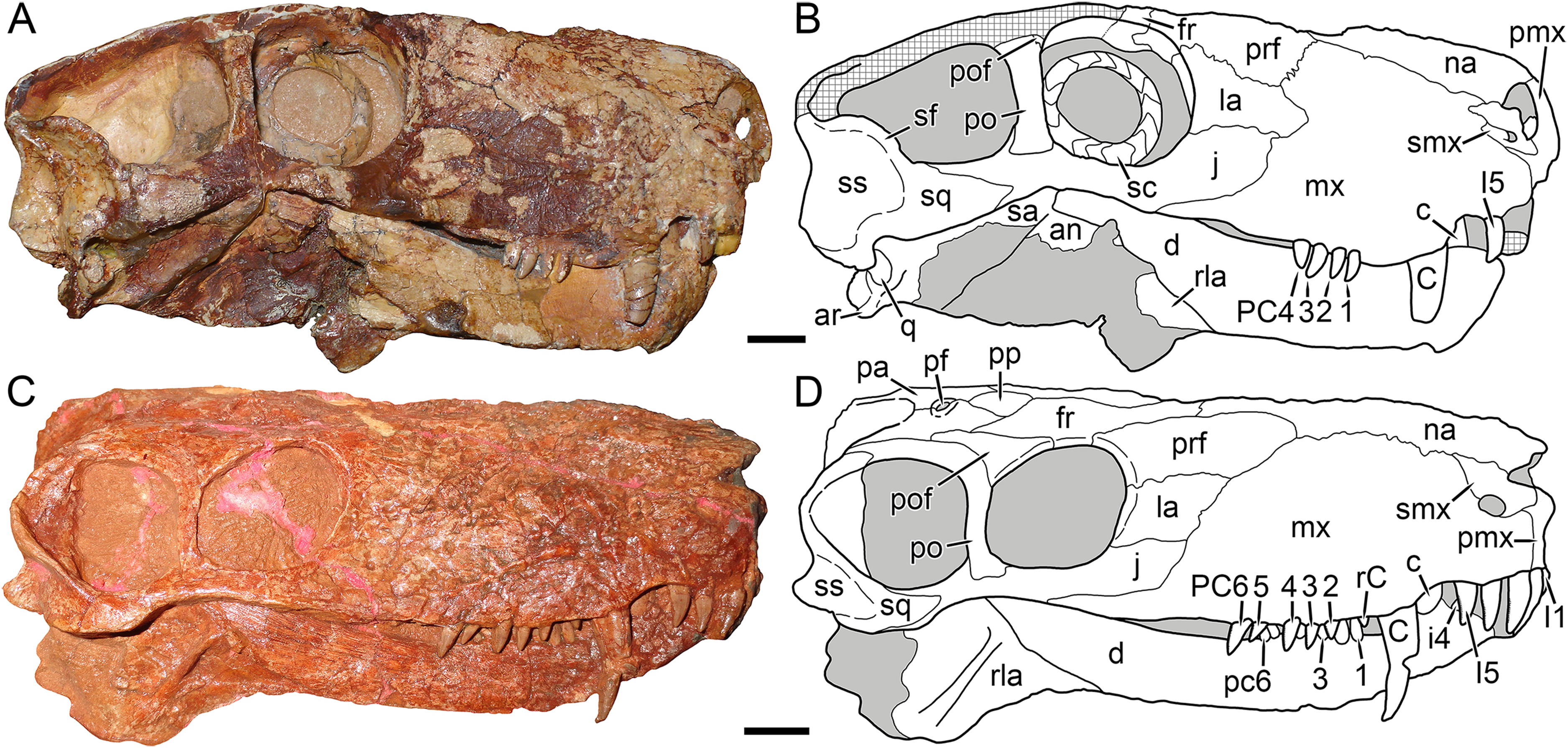
Comparaison entre le crânes fossiles de Nochnitsa et de Viatkogorgon.

Nochnitsa est actuellement le gorgonopsien le plus basal connu, et sa position se justifie de par plusieurs critères plésiomorphes, comme par exemples la symphyse mandibulaire abaissé, l'avant du dentaire bas et incliné (semblable à ceux des thérocéphales), ainsi qu'une surface et une rangée de dents allongées. Ces caractéristiques mentionnés ne sont pas présents dans les genres dérivées. L'analyse de 2018 par Kammerer et Masyutin, bien que dérivée d'une précédente analyse menée par l'un des deux auteurs, est une révision majeur de la phylogénie des gorgonopsiens, découvrant que les représentants dérivés sont divisés en deux groupes, d'origines russe et africaine. La position basal de Nochnitsa dans les analyses phylogénétiques des gorgonopsiens est toujours reconnue dans les études publiées ultérieurement,. 
Ci-dessous, le cladogramme du taxon Gorgonopsia selon Kammerer & Rubidge (2022), qui suit en grande partie les cladogrammes précédemment établis depuis 2018, :
|  | Sauroctonus                                                      |
|  |                                                                  |
|  | \| \| Pravoslavlevia \| \| \| \| \| \| Inostrancevia \| \| \| \| |
|  |                                                                  |
|  | Pravoslavlevia                                                   |
|  |                                                                  |
|  | Inostrancevia                                                    |
|  |                                                                  |

|  | Pravoslavlevia |
|  |                |
|  | Inostrancevia  |
|  |                |

|  | Sauroctonus                                                      |
|  |                                                                  |
|  | \| \| Pravoslavlevia \| \| \| \| \| \| Inostrancevia \| \| \| \| |
|  |                                                                  |
|  | Pravoslavlevia                                                   |
|  |                                                                  |
|  | Inostrancevia                                                    |
|  |                                                                  |

|  | Pravoslavlevia |
|  |                |
|  | Inostrancevia  |
|  |                |

|  | Smilesaurus |
|  |             |
|  | Arctops     |
|  |             |

|  | Arctognathus |
|  |              |
|  | Rubidgeinae  |
|  |              |

|  | Smilesaurus |
|  |             |
|  | Arctops     |
|  |             |

|  | Arctognathus |
|  |              |
|  | Rubidgeinae  |
|  |              |

|  | Smilesaurus |
|  |             |
|  | Arctops     |
|  |             |

|  | Arctognathus |
|  |              |
|  | Rubidgeinae  |
|  |              |

|  | Smilesaurus |
|  |             |
|  | Arctops     |
|  |             |

|  | Arctognathus |
|  |              |
|  | Rubidgeinae  |
|  |              |

|  | Smilesaurus |
|  |             |
|  | Arctops     |
|  |             |

|  | Arctognathus |
|  |              |
|  | Rubidgeinae  |
|  |              |

|  | Smilesaurus |
|  |             |
|  | Arctops     |
|  |             |

|  | Arctognathus |
|  |              |
|  | Rubidgeinae  |
|  |              |

|  | Smilesaurus |
|  |             |
|  | Arctops     |
|  |             |

|  | Arctognathus |
|  |              |
|  | Rubidgeinae  |
|  |              |

|  | Smilesaurus |
|  |             |
|  | Arctops     |
|  |             |

|  | Arctognathus |
|  |              |
|  | Rubidgeinae  |
|  |              |

|  | Sauroctonus                                                      |
|  |                                                                  |
|  | \| \| Pravoslavlevia \| \| \| \| \| \| Inostrancevia \| \| \| \| |
|  |                                                                  |
|  | Pravoslavlevia                                                   |
|  |                                                                  |
|  | Inostrancevia                                                    |
|  |                                                                  |

|  | Pravoslavlevia |
|  |                |
|  | Inostrancevia  |
|  |                |

|  | Sauroctonus                                                      |
|  |                                                                  |
|  | \| \| Pravoslavlevia \| \| \| \| \| \| Inostrancevia \| \| \| \| |
|  |                                                                  |
|  | Pravoslavlevia                                                   |
|  |                                                                  |
|  | Inostrancevia                                                    |
|  |                                                                  |

|  | Pravoslavlevia |
|  |                |
|  | Inostrancevia  |
|  |                |

|  | Smilesaurus |
|  |             |
|  | Arctops     |
|  |             |

|  | Arctognathus |
|  |              |
|  | Rubidgeinae  |
|  |              |

|  | Smilesaurus |
|  |             |
|  | Arctops     |
|  |             |

|  | Arctognathus |
|  |              |
|  | Rubidgeinae  |
|  |              |

|  | Smilesaurus |
|  |             |
|  | Arctops     |
|  |             |

|  | Arctognathus |
|  |              |
|  | Rubidgeinae  |
|  |              |

|  | Smilesaurus |
|  |             |
|  | Arctops     |
|  |             |

|  | Arctognathus |
|  |              |
|  | Rubidgeinae  |
|  |              |

|  | Smilesaurus |
|  |             |
|  | Arctops     |
|  |             |

|  | Arctognathus |
|  |              |
|  | Rubidgeinae  |
|  |              |

|  | Smilesaurus |
|  |             |
|  | Arctops     |
|  |             |

|  | Arctognathus |
|  |              |
|  | Rubidgeinae  |
|  |              |

|  | Smilesaurus |
|  |             |
|  | Arctops     |
|  |             |

|  | Arctognathus |
|  |              |
|  | Rubidgeinae  |
|  |              |

|  | Smilesaurus |
|  |             |
|  | Arctops     |
|  |             |

|  | Arctognathus |
|  |              |
|  | Rubidgeinae  |
|  |              |

|  | Sauroctonus                                                      |
|  |                                                                  |
|  | \| \| Pravoslavlevia \| \| \| \| \| \| Inostrancevia \| \| \| \| |
|  |                                                                  |
|  | Pravoslavlevia                                                   |
|  |                                                                  |
|  | Inostrancevia                                                    |
|  |                                                                  |

|  | Pravoslavlevia |
|  |                |
|  | Inostrancevia  |
|  |                |

|  | Sauroctonus                                                      |
|  |                                                                  |
|  | \| \| Pravoslavlevia \| \| \| \| \| \| Inostrancevia \| \| \| \| |
|  |                                                                  |
|  | Pravoslavlevia                                                   |
|  |                                                                  |
|  | Inostrancevia                                                    |
|  |                                                                  |

|  | Pravoslavlevia |
|  |                |
|  | Inostrancevia  |
|  |                |

|  | Smilesaurus |
|  |             |
|  | Arctops     |
|  |             |

|  | Arctognathus |
|  |              |
|  | Rubidgeinae  |
|  |              |

|  | Smilesaurus |
|  |             |
|  | Arctops     |
|  |             |

|  | Arctognathus |
|  |              |
|  | Rubidgeinae  |
|  |              |

|  | Smilesaurus |
|  |             |
|  | Arctops     |
|  |             |

|  | Arctognathus |
|  |              |
|  | Rubidgeinae  |
|  |              |

|  | Smilesaurus |
|  |             |
|  | Arctops     |
|  |             |

|  | Arctognathus |
|  |              |
|  | Rubidgeinae  |
|  |              |

|  | Smilesaurus |
|  |             |
|  | Arctops     |
|  |             |

|  | Arctognathus |
|  |              |
|  | Rubidgeinae  |
|  |              |

|  | Smilesaurus |
|  |             |
|  | Arctops     |
|  |             |

|  | Arctognathus |
|  |              |
|  | Rubidgeinae  |
|  |              |

|  | Smilesaurus |
|  |             |
|  | Arctops     |
|  |             |

|  | Arctognathus |
|  |              |
|  | Rubidgeinae  |
|  |              |

|  | Smilesaurus |
|  |             |
|  | Arctops     |
|  |             |

|  | Arctognathus |
|  |              |
|  | Rubidgeinae  |
|  |              |

|  | Sauroctonus                                                      |
|  |                                                                  |
|  | \| \| Pravoslavlevia \| \| \| \| \| \| Inostrancevia \| \| \| \| |
|  |                                                                  |
|  | Pravoslavlevia                                                   |
|  |                                                                  |
|  | Inostrancevia                                                    |
|  |                                                                  |

|  | Pravoslavlevia |
|  |                |
|  | Inostrancevia  |
|  |                |

|  | Sauroctonus                                                      |
|  |                                                                  |
|  | \| \| Pravoslavlevia \| \| \| \| \| \| Inostrancevia \| \| \| \| |
|  |                                                                  |
|  | Pravoslavlevia                                                   |
|  |                                                                  |
|  | Inostrancevia                                                    |
|  |                                                                  |

|  | Pravoslavlevia |
|  |                |
|  | Inostrancevia  |
|  |                |

|  | Smilesaurus |
|  |             |
|  | Arctops     |
|  |             |

|  | Arctognathus |
|  |              |
|  | Rubidgeinae  |
|  |              |

|  | Smilesaurus |
|  |             |
|  | Arctops     |
|  |             |

|  | Arctognathus |
|  |              |
|  | Rubidgeinae  |
|  |              |

|  | Smilesaurus |
|  |             |
|  | Arctops     |
|  |             |

|  | Arctognathus |
|  |              |
|  | Rubidgeinae  |
|  |              |

|  | Smilesaurus |
|  |             |
|  | Arctops     |
|  |             |

|  | Arctognathus |
|  |              |
|  | Rubidgeinae  |
|  |              |

|  | Smilesaurus |
|  |             |
|  | Arctops     |
|  |             |

|  | Arctognathus |
|  |              |
|  | Rubidgeinae  |
|  |              |

|  | Smilesaurus |
|  |             |
|  | Arctops     |
|  |             |

|  | Arctognathus |
|  |              |
|  | Rubidgeinae  |
|  |              |

|  | Smilesaurus |
|  |             |
|  | Arctops     |
|  |             |

|  | Arctognathus |
|  |              |
|  | Rubidgeinae  |
|  |              |

|  | Smilesaurus |
|  |             |
|  | Arctops     |
|  |             |

|  | Arctognathus |
|  |              |
|  | Rubidgeinae  |
|  |              |

|  | Sauroctonus                                                      |
|  |                                                                  |
|  | \| \| Pravoslavlevia \| \| \| \| \| \| Inostrancevia \| \| \| \| |
|  |                                                                  |
|  | Pravoslavlevia                                                   |
|  |                                                                  |
|  | Inostrancevia                                                    |
|  |                                                                  |

|  | Pravoslavlevia |
|  |                |
|  | Inostrancevia  |
|  |                |

|  | Sauroctonus                                                      |
|  |                                                                  |
|  | \| \| Pravoslavlevia \| \| \| \| \| \| Inostrancevia \| \| \| \| |
|  |                                                                  |
|  | Pravoslavlevia                                                   |
|  |                                                                  |
|  | Inostrancevia                                                    |
|  |                                                                  |

|  | Pravoslavlevia |
|  |                |
|  | Inostrancevia  |
|  |                |

|  | Smilesaurus |
|  |             |
|  | Arctops     |
|  |             |

|  | Arctognathus |
|  |              |
|  | Rubidgeinae  |
|  |              |

|  | Smilesaurus |
|  |             |
|  | Arctops     |
|  |             |

|  | Arctognathus |
|  |              |
|  | Rubidgeinae  |
|  |              |

|  | Smilesaurus |
|  |             |
|  | Arctops     |
|  |             |

|  | Arctognathus |
|  |              |
|  | Rubidgeinae  |
|  |              |

|  | Smilesaurus |
|  |             |
|  | Arctops     |
|  |             |

|  | Arctognathus |
|  |              |
|  | Rubidgeinae  |
|  |              |

|  | Smilesaurus |
|  |             |
|  | Arctops     |
|  |             |

|  | Arctognathus |
|  |              |
|  | Rubidgeinae  |
|  |              |

|  | Smilesaurus |
|  |             |
|  | Arctops     |
|  |             |

|  | Arctognathus |
|  |              |
|  | Rubidgeinae  |
|  |              |

|  | Smilesaurus |
|  |             |
|  | Arctops     |
|  |             |

|  | Arctognathus |
|  |              |
|  | Rubidgeinae  |
|  |              |

|  | Smilesaurus |
|  |             |
|  | Arctops     |
|  |             |

|  | Arctognathus |
|  |              |
|  | Rubidgeinae  |
|  |              |

|  | Sauroctonus                                                      |
|  |                                                                  |
|  | \| \| Pravoslavlevia \| \| \| \| \| \| Inostrancevia \| \| \| \| |
|  |                                                                  |
|  | Pravoslavlevia                                                   |
|  |                                                                  |
|  | Inostrancevia                                                    |
|  |                                                                  |

|  | Pravoslavlevia |
|  |                |
|  | Inostrancevia  |
|  |                |

|  | Sauroctonus                                                      |
|  |                                                                  |
|  | \| \| Pravoslavlevia \| \| \| \| \| \| Inostrancevia \| \| \| \| |
|  |                                                                  |
|  | Pravoslavlevia                                                   |
|  |                                                                  |
|  | Inostrancevia                                                    |
|  |                                                                  |

|  | Pravoslavlevia |
|  |                |
|  | Inostrancevia  |
|  |                |

|  | Smilesaurus |
|  |             |
|  | Arctops     |
|  |             |

|  | Arctognathus |
|  |              |
|  | Rubidgeinae  |
|  |              |

|  | Smilesaurus |
|  |             |
|  | Arctops     |
|  |             |

|  | Arctognathus |
|  |              |
|  | Rubidgeinae  |
|  |              |

|  | Smilesaurus |
|  |             |
|  | Arctops     |
|  |             |

|  | Arctognathus |
|  |              |
|  | Rubidgeinae  |
|  |              |

|  | Smilesaurus |
|  |             |
|  | Arctops     |
|  |             |

|  | Arctognathus |
|  |              |
|  | Rubidgeinae  |
|  |              |

|  | Smilesaurus |
|  |             |
|  | Arctops     |
|  |             |

|  | Arctognathus |
|  |              |
|  | Rubidgeinae  |
|  |              |

|  | Smilesaurus |
|  |             |
|  | Arctops     |
|  |             |

|  | Arctognathus |
|  |              |
|  | Rubidgeinae  |
|  |              |

|  | Smilesaurus |
|  |             |
|  | Arctops     |
|  |             |

|  | Arctognathus |
|  |              |
|  | Rubidgeinae  |
|  |              |

|  | Smilesaurus |
|  |             |
|  | Arctops     |
|  |             |

|  | Arctognathus |
|  |              |
|  | Rubidgeinae  |
|  |              |

|  | Sauroctonus                                                      |
|  |                                                                  |
|  | \| \| Pravoslavlevia \| \| \| \| \| \| Inostrancevia \| \| \| \| |
|  |                                                                  |
|  | Pravoslavlevia                                                   |
|  |                                                                  |
|  | Inostrancevia                                                    |
|  |                                                                  |

|  | Pravoslavlevia |
|  |                |
|  | Inostrancevia  |
|  |                |

|  | Sauroctonus                                                      |
|  |                                                                  |
|  | \| \| Pravoslavlevia \| \| \| \| \| \| Inostrancevia \| \| \| \| |
|  |                                                                  |
|  | Pravoslavlevia                                                   |
|  |                                                                  |
|  | Inostrancevia                                                    |
|  |                                                                  |

|  | Pravoslavlevia |
|  |                |
|  | Inostrancevia  |
|  |                |

|  | Smilesaurus |
|  |             |
|  | Arctops     |
|  |             |

|  | Arctognathus |
|  |              |
|  | Rubidgeinae  |
|  |              |

|  | Smilesaurus |
|  |             |
|  | Arctops     |
|  |             |

|  | Arctognathus |
|  |              |
|  | Rubidgeinae  |
|  |              |

|  | Smilesaurus |
|  |             |
|  | Arctops     |
|  |             |

|  | Arctognathus |
|  |              |
|  | Rubidgeinae  |
|  |              |

|  | Smilesaurus |
|  |             |
|  | Arctops     |
|  |             |

|  | Arctognathus |
|  |              |
|  | Rubidgeinae  |
|  |              |

|  | Smilesaurus |
|  |             |
|  | Arctops     |
|  |             |

|  | Arctognathus |
|  |              |
|  | Rubidgeinae  |
|  |              |

|  | Smilesaurus |
|  |             |
|  | Arctops     |
|  |             |

|  | Arctognathus |
|  |              |
|  | Rubidgeinae  |
|  |              |

|  | Smilesaurus |
|  |             |
|  | Arctops     |
|  |             |

|  | Arctognathus |
|  |              |
|  | Rubidgeinae  |
|  |              |

|  | Smilesaurus |
|  |             |
|  | Arctops     |
|  |             |

|  | Arctognathus |
|  |              |
|  | Rubidgeinae  |
|  |              |

|  | Sauroctonus                                                      |
|  |                                                                  |
|  | \| \| Pravoslavlevia \| \| \| \| \| \| Inostrancevia \| \| \| \| |
|  |                                                                  |
|  | Pravoslavlevia                                                   |
|  |                                                                  |
|  | Inostrancevia                                                    |
|  |                                                                  |

|  | Pravoslavlevia |
|  |                |
|  | Inostrancevia  |
|  |                |

|  | Sauroctonus                                                      |
|  |                                                                  |
|  | \| \| Pravoslavlevia \| \| \| \| \| \| Inostrancevia \| \| \| \| |
|  |                                                                  |
|  | Pravoslavlevia                                                   |
|  |                                                                  |
|  | Inostrancevia                                                    |
|  |                                                                  |

|  | Pravoslavlevia |
|  |                |
|  | Inostrancevia  |
|  |                |

|  | Smilesaurus |
|  |             |
|  | Arctops     |
|  |             |

|  | Arctognathus |
|  |              |
|  | Rubidgeinae  |
|  |              |

|  | Smilesaurus |
|  |             |
|  | Arctops     |
|  |             |

|  | Arctognathus |
|  |              |
|  | Rubidgeinae  |
|  |              |

|  | Smilesaurus |
|  |             |
|  | Arctops     |
|  |             |

|  | Arctognathus |
|  |              |
|  | Rubidgeinae  |
|  |              |

|  | Smilesaurus |
|  |             |
|  | Arctops     |
|  |             |

|  | Arctognathus |
|  |              |
|  | Rubidgeinae  |
|  |              |

|  | Smilesaurus |
|  |             |
|  | Arctops     |
|  |             |

|  | Arctognathus |
|  |              |
|  | Rubidgeinae  |
|  |              |

|  | Smilesaurus |
|  |             |
|  | Arctops     |
|  |             |

|  | Arctognathus |
|  |              |
|  | Rubidgeinae  |
|  |              |

|  | Smilesaurus |
|  |             |
|  | Arctops     |
|  |             |

|  | Arctognathus |
|  |              |
|  | Rubidgeinae  |
|  |              |

|  | Smilesaurus |
|  |             |
|  | Arctops     |
|  |             |

|  | Arctognathus |
|  |              |
|  | Rubidgeinae  |
|  |              |

## Paléoécologie

### Paléoenvironnement

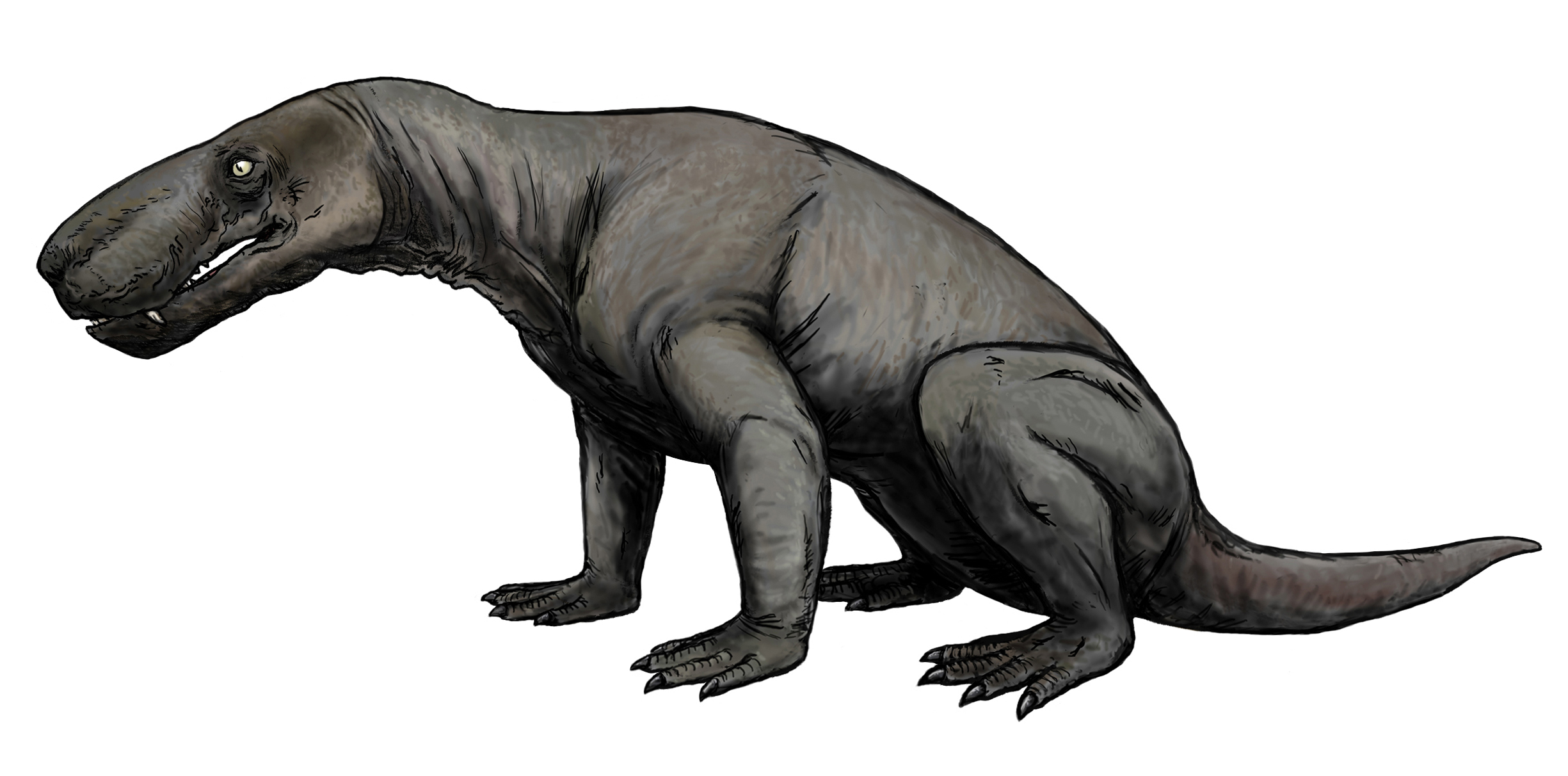
Restitution paléoartistique de Nochnitsa geminidens.

Nochnitsa a été trouvé près de la localité de Kotelnitch, dans une série de lits rouges datant du Permien le long des rives de la rivière Viatka, située dans le nord-est de la Russie européenne. Il provient plus précisément du membre de Vaniouchonki, la plus ancienne strate de la succession de Kotelnitch, composée composée d'argiles et de limons pâles ou bruns, avec des intercalations de sable à grain fin et des marnes grises ou rouges foncé à la base de l'affleurement. Ces dépôts semblent s'être succédé en suspension dans des plans d'eau stagnants sur des plaines inondables ou des lacs éphémères peu profonds, qui restent inondés pendant de courtes périodes, mais l'environnement exact n'est pas encore déterminé en raison de l'absence de structures primaires des sédiments. La présence de radicelles, de racines et des souches d'arbres montrerait que le paysage représenté par le membre de Vaniouchonki était relativement humide et bien végétalisé. Bien que l'âge du complexe faunique de Kotelnitch soit incertain, il daterait peut-être du même âge à celles retrouvés en Afrique du Sud, qui date soit de la fin du Permien moyen, soit du début du Permien supérieur,.
Le membre de Vaniouchonki contient d'abondants fossiles de tétrapodes contemporains de Nochnitsa, la plupart incluant de nombreux fossiles souvent constitués de squelettes articulés et complets. En dehors de son proche parent Viatkogorgon, les autres thérapsides présents dans la localité sont les anomodontes Suminia et plusieurs genres de thérocephales, dont Chlynovia, Gorynychus, Karenites, Perplexisaurus, Scalopodon, Scalopodontes et Viatkosuchus. Les parareptiles comme Deltavjatia et Emeroleter y sont particulièrement abondant,,. Des ostracodes fossiles sont également trouvables.

### Niche écologique
Comme le montrent les archives fossiles, la faune de Kotelnitch était principalement dominée par les grands thérocéphales, et plus précisément par Gorynychus et Viatkosuchus. Ces deux taxons étant bien plus grands que Nochnitsa et son contemporain Viatkogorgon, cela indique que les gorgonopsiens ont occupé des rôles de prédateurs plus réduits que les grands thérocéphales. Cela se confirme encore plus avec le fait que plusieurs gorgonopsiens étant apparu après l'extinction de la fin du Guadalupien atteignent des tailles considérablement plus imposantes que les deux genres précédemment mentionnés,. Ce type de niche écologique est également observé dans la zone d'assemblage de Pristerognathus, situé dans le bassin du Karoo, en Afrique du Sud, avant le cycle principal de diversification des gorgonopsiens. Cependant, il est a noter que certains gorgonopsiens datant du Guadalupien, notamment Phorcys, sont déjà de taille plus imposante, indiquant que tous les genres ne partageaient pas des rôles similaires.